# レーティッシュ鉄道De4/4 471形電車

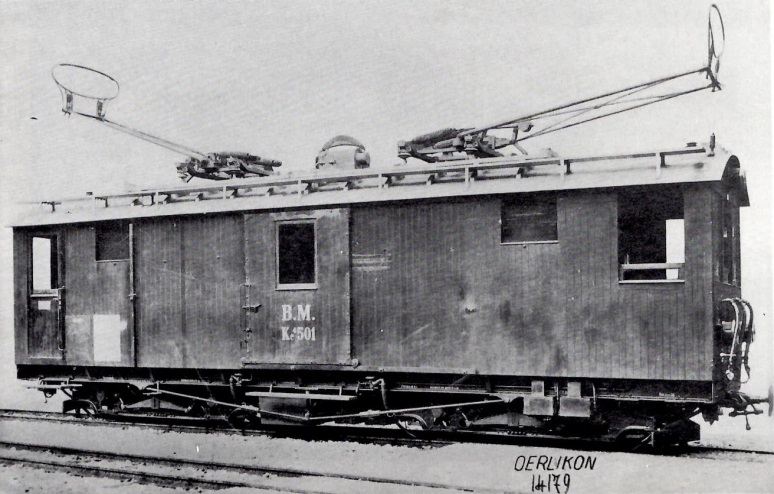
製造当初のベリンツォーナ・メソッコ電気鉄道Fe^{4} 501号機の工場完成写真、1907年

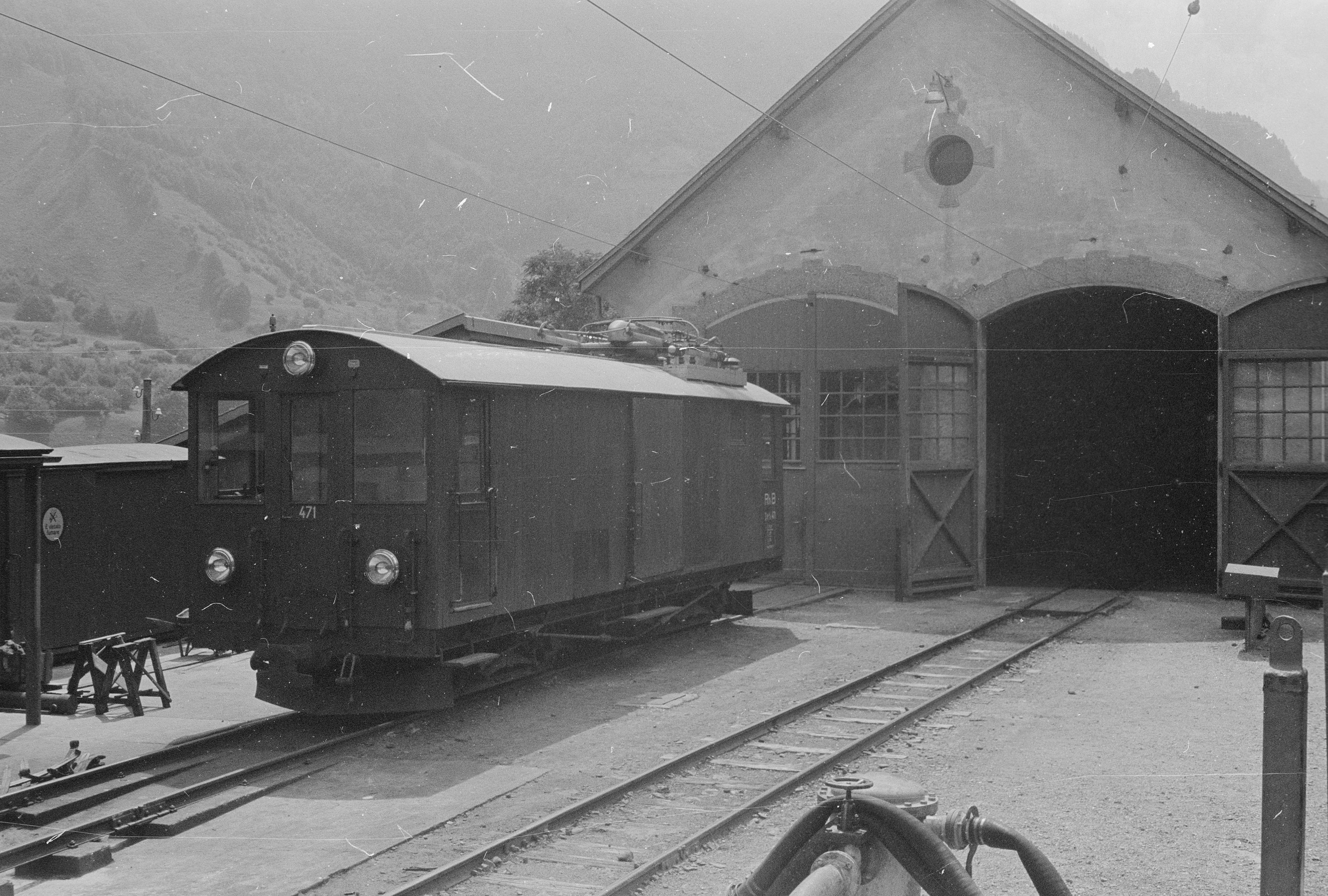
レーティッシュ鉄道と合併して後のFe4/4 471号機、メソッコ駅、1966年

レーティッシュ鉄道De4/4 471形電車（レーティッシュてつどうDe4/4 471がたでんしゃ）は、スイス最大の私鉄であるレーティッシュ鉄道（Rhätischen Bahn (RhB)）の路線であったベリンツォーナ・メソッコ線（Bellinzona-Mesocco）の山岳鉄道用荷物電車である。

## 概要
レーティッシュ鉄道の一路線であったベリンツォーナ・メソッコ線は1907年にベリンツォーナ・メソッコ電気鉄道として開業したものであるが、本機は開業時にBCe4 1-3形電車と共にFe4 501形として1両のみが用意された荷物電車で、車体、機械部分、台車の製造をRinghoffer Smichow、電機部分はRieter、主電動機はMFOが製造を担当し、価格は1両38,584スイス・フランであった。抵抗制御により1時間定格出力147 kW、牽引力31 kNを発揮する汎用機で、機関車を持たなかったベリンツォーナ・メソッコ線で貨物列車の牽引にも使用されていたが、1942年にベリンツォーナ・メソッコ線がレーティッシュ鉄道と合併したためFe4/4 471形の471号機となり、その後称号改正によりDe4/4 471形の471号機となっている。機番と製造年、レーティッシュ鉄道の機番は下記のとおりである。
- 501 - 1907年 - 471

## 仕様

### 車体
- 車体は台枠のみ鋼材の組立式とした木製で貨車スタイルのシンプルなもので、正面は切妻で中央に内開式貫通扉付きで、上部中央と下部左右に引掛式の前照灯が計3箇所設置されている。側面は中央に荷物積降用の引戸が、運転室の運転台側に乗務員室扉があり、荷物室両車端部に窓が設置されている。
- 荷物室は長さ7740 mm、面積で17.74 m2、中央部に幅1500 mmの荷物扉があり、運転室とは壁で仕切られている。
- 運転室は長さ1200 mmで、運転台にはマスターコントローラーが設置され、反運転台側には手ブレーキのハンドルがあり、運転室横の窓は下降式となっている。
- 連結器はねじ式連結器で緩衝器（バッファ）が中央、フック・リングがその左右にあるタイプである。また、台車前面下部にスノープラウが設置されているほか、本格的な除雪用に前位側に車体の前面下部を大きく覆う形で連結器も取付けられた大型のスノープラウを冬季に設置することもあった。
- 塗装
  - 製造時は、車体は緑で、側面中央の荷物室扉に"B.M."のレタリングとその下に形式名と機番が入るものであった。また、屋根および屋根上機器、床下機器と台車はダークグレーであった。
  - レーティッシュ鉄道の所属となっても車体色は緑のままであったが、側面の乗務員室扉後部に"RhB"のレタリングと形式名と機番が、正面貫通扉の窓下に機番がはいるものとなっていた。
  - その後1960年代には車体色が赤となり、その後側面の社名、形式名、機番の表記が乗務員室窓下に変更されている。

### 走行機器
- 制御方式は抵抗制御で、機器類は同時に製造されたBCe4 1-3形と同一のものを使用している。
- 制御方式は抵抗制御式であり、ブレーキ装置は主制御器による発電ブレーキのほか、手ブレーキを装備していたほか、他のレーティッシュ鉄道の路線と異なり当初より空気ブレーキを使用していたため、Knorr[6]製の空気ブレーキ装置、電動空気圧縮機などを装備していた。
- 主電動機は定格出力41 kWのMFO製Typ TM 14直流直巻電動機を4台搭載し、1時間定格牽引力31 kN、最大牽引力61 kNの性能を発揮する。
- 台車もBCe4 1-3形と同一のものを使用しており、軸距2000 mm、車輪径850 mmの鋼板および鋼材による組立台車で軸ばねおよび枕ばねは重ね板ばね、主電動機は吊掛け式に装荷され、基礎ブレーキ装置は両抱式であった。

### 改造
- 集電装置を大型のビューゲル2基からパンタグラフに交換し、前位側（ベリンツォーナ側）に1基を搭載している。
- このほか、電動空気圧縮機をMFO製のものに交換、台車前部のスノープラウを大型のものにするなどの改造を行っているほか、最高速度が55 km/hに引上げられている。

### 主要諸元
- 軌間：1000 mm
- 電気方式：DC 1500 V 架空線式
- 最大寸法：全長11110 mm、全幅2700 mm、屋根高3400 mm
- 軸距：2000 mm
- 台車中心間距離：5500 mm
- 動輪径：850 mm
- 自重：24.8 t
- 荷重：10.0 t
- 走行装置
  - 主制御装置：抵抗制御
  - 主電動機：Type TM 14直流直巻整流子電動機×4台（1時間定格出力：41 kW）
  - 減速比：4.500
- 牽引力：31 kN（1時間定格、19 km/h）、61 kN（最大）
- 最高速度：45 km/h
- ブレーキ装置：回生ブレーキ、発電ブレーキ、空気ブレーキ、手ブレーキ

## 運行
- ベリンツォーナ・メソッコ線のティチーノ州の古都で、現在では世界遺産となっている「ベッリンツォーナ旧市街の3つの城と防壁・城壁群」があるベリンツォーナからメソッコの間で使用されていたが、この線は全長31.3 km、最急勾配60パーミル、最急曲線半径80 m、最高高度769 m、高度差539 mの山岳路線であり、当初ベリンツォーナ・メソッコ電気鉄道が運営していたが、1942年1月1日にレーティッシュ鉄道へ合併し、その際に本機もレーティッシュ鉄道の所属となっている。
- ベリンツォーナ・メソッコ線は輸送量が少ないため、電気機関車を持たなかったため、貨物列車は本機や他の電車が牽引をしていた。

## 廃車
- 1969年9月17日にABDe4/4 451号機と衝突事故を起こし、そのまま復旧されずに廃車となり解体されている。

## 参考資料
- Patrick Belloncle, Gian Brünger, Rolf Grossenbacher, Christian Müller 「Das grosse Buch der Rhätischen Bahn 1889 - 2001」 ISBN 3-9522494-0-8
- Woifgang Finke, Hans Schweers 「Die Fahrzeuge der Rhätischen Bahn 1889-1998 band 3: Triebfahrzeuge」 （SCHWEERS + WALL） ISBN 3-89494-105-7
- Claude Jeanmaire 「 Die elektrischen und Dieseltriebfahrzeuge Schweizerischer Eisenbahn Die Gleichstromlinen der Rhätischen Bahn」 （Verlag Eisenbahn） ISBN 3 85649 020 5